# Erick Rodríguez
Erick Eleazar Rodríguez Martínez (Colón, 19 de julio de 1997) es un futbolista panameño que juega como delantero en el Club Deportivo Victoria de la Liga Nacional de Honduras.

## Trayectoria

### Colón C-3 FC
Se formó en las categorías inferiores del Colón C-3 Fútbol Club, en donde debutó en la Liga de Ascenso de Panamá el 5 de agosto de 2017 en la derrota 1 a 0 contra el Atlético Chiriquí. Disputó el Ascenso LPF Apertura 2017, disputó el Ascenso LPF Clausura 2018 en donde llegó hasta las semifinales y quedó subcampeón del Ascenso LPF Apertura 2018 en donde fue el goleador del torneo.

### San Francisco FC
El 1 de enero de 2019 fue anunciado como nuevo jugador del San Francisco FC. Debutó con en la Primera División de Panamá el 10 de febrero de 2019 en la derrota 2 a 1 contra el Sporting SM saliendo de suplente entrando de cambio por Víctor Ávila en el minuto 68, quedó subcampeón del Torneo Clausura 2019 en donde jugó 9 partidos.

### CD Árabe Unido
A mediados del 2020 fue anunciado como nuevo jugador del CD Árabe Unido. Debutó con el club el 22 de octubre de 2020 en el empate 1 a 1 contra el Tauro FC en el Estadio Agustín Muquita Sánchez saliendo de suplente saliendo al minuto 80 por Soyell Trejos, en el Torneo Clausura 2020 jugó 8 partidos y anotó 1 gol.

### Veraguas CD
El 1 de enero de 2021 fue anunciado como nuevo jugador del Veraguas CD. Debutó con el club el 21 de febrero de 2021 en la derrota 1 a 5 contra el  CD Universitario en donde salió de titular y jugó todo el partido, en el Torneo Apertura 2021 jugó 18 partidos y anotó 2 goles llegando hasta las semifinales y en el Torneo Clausura 2021 jugó 11 partidos nuevamente llegando hasta semifinales.

### San Francisco FC
El 2 de enero de 2022 fue anunciado como nuevo jugador del San Francisco FC. Disputó su primer partido tras su regreso al club el 19 de febrero de 2022 en la derrota 2 a 1 contra el Atlético Chiriquí en el  Estadio San Cristóbal siendo suplente saliendo al minuto 68 por Jorge Clement, en el Torneo Apertura 2022 jugó 5 partidos.

### Veraguas United FC
El 8 de julio de 2022 fue anunciado como nuevo jugador del Veraguas United FC. Disputó su primer partido con el club el 23 de julio de 2022 en el empate 0 a 0 contra el CA Independiente saliendo de titular saliendo al minuto 46, en el Torneo Clausura 2022 jugó 15 partidos y anotó 3 goles en donde descendió el club.

### CD Universitario
El 3 de enero de 2023 fue anunciado como nuevo jugador del CD Universitario. Disputó su primer partido con el club el 14 de enero de 2023 en la derrota 0 a 1 contra el San Francisco FC en el Estadio Universidad Latina saliendo de titular jugando todo el partido, en el Torneo Apertura 2023 jugó 14 partidos y anotó 3 goles llegando hasta los playoff, en la Copa Centroamericana de Concacaf 2023 jugó 4 partidos y anotó 1 gol quedándose en fase de grupos, en el Torneo Clausura 2023 jugó 15 partidos y anotó 1 gol.

### CD Victoria
El 3 de enero de 2023 fue anunciado como nuevo jugador del Club Deportivo Victoria. Debutó con el club el 21 de enero de 2024 en la derrota 3 a 2 en la CD Real Sociedad en el Estadio Francisco Martínez Durón en donde fue titular y jugó todo el partido.

## Clubes
| Club               | País     | Año         |
| ------------------ | -------- | ----------- |
| Colón C-3 FC       | Panamá   | 2017 - 2018 |
| San Francisco FC   | Panamá   | 2019        |
| CD Árabe Unido     | Panamá   | 2020        |
| Veraguas CD        | Panamá   | 2021        |
| San Francisco FC   | Panamá   | 2022        |
| Veraguas United FC | Panamá   | 2022        |
| CD Universitario   | Panamá   | 2023        |
| CD Victoria        | Honduras | 2024 - act. |